# Mouvement uni pour la libération de la Papouasie occidentale
Le Mouvement uni pour la libération de la Papouasie occidentale (en anglais, United Liberation Movement for West Papua) est un mouvement indépendantiste en Nouvelle-Guinée occidentale, territoire sous souveraineté indonésienne. Il a été fondé en décembre 2014 par le rassemblement de plusieurs mouvements indépendantistes préexistants.

## Histoire
La moitié occidentale de l'île de Nouvelle-Guinée et les îles au nord-ouest de celle-ci font partie du sultanat de Tidore jusque dans les années 1870, puis sont intégrées aux Indes néerlandaises. En 1949, lors de la conférence de la Table ronde de La Haye, les Pays-Bas cèdent leur souveraineté sur les Indes néerlandaises à la toute-nouvelle république des États-Unis d'Indonésie, à l'exception de la Nouvelle-Guinée occidentale. Les Néerlandais considèrent celle-ci comme culturellement distincte de l'Indonésie, puisqu'elle est peuplée de Papous. Les autorités néerlandaises introduisent un début d'autonomie politique en Nouvelle-Guinée occidentale, en vue de préparer ce territoire à une indépendance séparée. En 1962 toutefois, l'accord de New York entre les Pays-Bas et l'Indonésie transfère « provisoirement » la souveraineté sur ce territoire à l'Indonésie, qui a pour charge d'y organiser une consultation démocratique d'autodétermination sous l'égide des Nations unies.
En 1969, les autorités indonésiennes sélectionnent 1 026 autochtones de Nouvelle-Guinée occidentale et les contraignent, en les menaçant de mort, de se prononcer en faveur du rattachement permanent de leur territoire à l'Indonésie. Par la résolution 2504 du 19 novembre 1969, l’Assemblée générale des Nations unies entérine les résultats de cette 'consultation'. L'ONU estime dès lors que les Papous ont fait acte d'auto-détermination, et ne considère plus la Nouvelle-Guinée occidentale comme un territoire colonisé.
L'Organisation pour une Papouasie libre (OPM) lance une guérilla de libération contre les « occupants » indonésiens. L'Indonésie réprime violemment ce mouvement et commet de nombreuses exactions contre la population civile, faisant des centaines voire plusieurs milliers de morts, principalement entre les années 1960 et le milieu des années 1980.

## Organisation
En décembre 2014, plusieurs mouvements s'unissent pour former le Mouvement uni pour la libération de la Papouasie occidentale. Parmi eux, la Coalition nationale pour la libération de la Papouasie occidentale (mouvement qui inclut l'Organisation pour une Papouasie libre) et le Parlement national de Papouasie occidentale (assemblée clandestine interdite par les autorités indonésiennes). Le nouveau mouvement se dote d'un secrétariat comprenant cinq membres, dont un secrétaire-général (Octovianus Mote) et un porte-parole (Benny Wenda),.
En juin 2015, le Mouvement uni pour la libération de la Papouasie occidentale obtient le statut d'observateur au Groupe Fer-de-lance mélanésien, organisation internationale des États mélanésiens.
En septembre 2017, Benny Wenda, porte-parole du mouvement, présente une pétition au Comité spécial de la décolonisation des Nations unies, demandant la tenue d'un référendum d'indépendance en Nouvelle-Guinée occidentale sous supervision de l'ONU. Le Comité refuse la pétition, arguant qu'il ne peut se pencher que sur les territoires définis comme « non-autonomes » par l'Assemblée générale des Nations unies, et qu'il ne remettra pas en cause la souveraineté ni l'intégrité territoriale de l'Indonésie.
Le 1er décembre 2020, le Mouvement uni pour la libération de la Papouasie occidentale adopte une « Constitution provisoire » pour la « future république de Papouasie occidentale » et fait de Benny Wenda le président d'un « gouvernement provisoire » du pays. Le gouvernement sera constitué durant les premiers mois de l'année 2021 et visera à obtenir un référendum d'indépendance, à la suite duquel il souhaite organiser des élections pour faire du pays « le premier État vert au monde et un modèle de droits de l'homme - à l'opposé des décennies de colonisation indonésienne sanglantes ». Le gouvernement indonésien déclare « illégitime » ce début de gouvernement papou,.

## Reconnaissance internationale
Le gouvernement de Vanuatu du Premier ministre Charlot Salwai et de son ministre des Affaires étrangères Ralph Regenvanu (2016-2020) soutient la candidature du Mouvement uni pour la libération de la Papouasie occidentale qui souhaite devenir membre à part entière du Groupe Fer de lance mélanésien. En février 2023, Benny Wenda est reçu par le Premier ministre de Vanuatu Ishmael Kalsakau, qui lui promet de maintenir la même position à ce sujet que son prédécesseur.
Quelques jours plus tard, Benny Wenda est également reçu à Nadi par le Premier ministre des Fidji, Sitiveni Rabuka. Ce dernier exprime publiquement son soutien à la candidature du Mouvement uni pour la libération de la Papouasie occidentale auprès du Groupe Fer de lance mélanésien. Le gouvernement indonésien proteste formellement contre cette rencontre, qui marque une rupture avec la position du gouvernement fidjien précédent dirigé par Frank Bainimarama de 2006 à 2022.
La Papouasie-Nouvelle-Guinée s'oppose à cette reconnaissance, et soutient la souveraineté indonésienne sur la Papouasie occidentale. Le maire de la capitale papou-néo-guinéenne Port Moresby, Powes Parkop, soutient pour sa part le droit à l’autodétermination des populations autochtones de Papouasie occidentale,. En 2019, il autorise le Mouvement uni pour la libération de la Papouasie occidentale à ouvrir un bureau à Port Moresby.
Le 25 août 2023, le Groupe Fer de lance mélanésien rejette la candidature du Mouvement.